# 돔슈테트 전투
돔슈테트 전투는 'Domstadt'라는 스펠링을 사용하기도 하며 체코어로는 돔마소프(Domašov)라고 한다. 이 전투는 1758년 6월 30일 벌어진 7년 전쟁의 전투 중 하나로 합스부르크 군주국의 군대와 프로이센 왕국의 군대가 모라비아에 있는 돔마소프 나드 비스트리히(Domašov nad Bystřicí)에서 벌인 전투로 6월 28일에 벌어진 군트라모비스(Guntramovice, 군더스돌프Gundersdorf)에서 벌어진 소규모 교전에 이어 벌어졌다. 에른스트 기데온 폰 라우돈(Ernst Gideon von Laudon) 장군과 요제프 폰 지스코비츠(Joseph von Siskovits) 장군 휘하의 오스트리아군은 올로모우츠(Olomouc, 올뮈츠(Olmütz))를 공략하던 프로이센군의 보급물자 수송부대를 공략하여 이를 파괴하였다. 이 전투에서 오스트리아군이 승리함으로써 도시는 구원되었고, 프리드리히 대왕은 모라바에서 퇴각해야만 했다.

## 프로이센군의 모라비아 침공
프리드리히 대왕은 1758년 5월이 시작되자 모라비아를 침공하여 올로모우츠의 요새를 공략하였다. 프리드리히는 오스트리아군이 요새를 구원하기 위해 출진하면 프로이센군이 유리한 지형을 선택하여 이곳에서 대전투를 벌인 후 이들을 격파한다는 계획을 세웠다. 만약 이러한 계획이 이루어지지 않더라도 프리드리히는 단숨에 요새를 점령하여 이 요새를 슐레지엔 방어의 거점으로 삼는 것과 동시에 오스트리아의 수도 빈에 대한 압박을 가중시키는 용도로 사용할 수도 있었다.
오스트리아군의 육군 사령관 레오폴트 요제프 폰 다운(Leopold Joseph von Daun)은 프로이센군의 실력을 잘 알고 있었기에 전투를 벌이는 것을 피했다. 대신에 오스트리아군은 프로이센군의 보급물자 운송을 막고 소규모 접전을 통해 피해를 늘리는 전법을 선호하였다. 올로모우츠 요새의 방어군 역시 용감하게 저항하였고, 이로 인해 프로이센군은 프리드리히의 예상보다 요새를 공략하는 데 더 많은 시간과 노력을 기울여야만 했다. 비록 7월 중에 포격으로 인해 성벽 두 곳이 무너지면서 프로이센군은 우위를 점하였지만, 오스트리아군의 작전에 의해 프로이센군의 물자는 심각하게 부족한 상황이었고 전투를 계속하기 위해서는 새로운 보급이 절실한 상황이었다.

## 보급부대
프리드리히 대왕은 소규모 부대가 지키는 소규모 보급부대를 많이 운용할 경우 오스트리아군에게 쉽게 각개격파당할 우려가 있다고 생각했다. 그렇기 때문에 프리드리히 대왕은 대규모 수송부대를 조직하여 강력한 대규모의 수비병을 딸려 보냈다. 수송부대의 물자는 슐레지엔에 집결되었고 7월말 경 모라비아 영내에 진입하였다.
수송부대는 너무 대규모였기 때문에 비밀을 유지하기가 힘들었다. 이 수송부대에는 군수품이 가득 실린 4,000대의 마차와 2,500마리의 소와 가축들이 동행하고 있었다. 이 수송부대가 이동할 때 그 행렬이 무려 45km까지 뻗어나갔다고 한다.
빌헬름 폰 모젤(Wilhelm von Mosel) 대령 휘하의 10,870명의 군세가 이 수송부대를 보호하였다. 이 중에서도 주력이라 할 수 있는 이들은 1,341명으로 구성된 기병대였을 것이다. 이 기병대 이외의 8개의 보병 대대는 신병들이나 부상을 치료중인 숙련병들로 구성되어 있었다.
다운 원수는 이 수송부대에 대해 듣자마자, 이들을 저지하고 격파해야 한다고 판단하였다. 이 막중한 임무는 에른스트 기데온 폰 라우돈과 요제프 폰 지스코비츠에게 맡겨졌다.

## 전투

### 군트라모비스(Guntramovice)

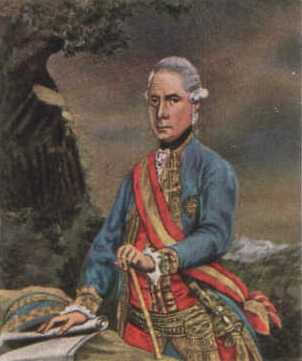
에른스트 기데온 폰 라우돈. 군트라모비스 전투와 돔마소프에서 그는 첫 대승을 거두었다. 이 공로로 그는 훗날 육군 원수가 되었다.

라우돈은 모라비아 북부의 작은 마을인 군트라모비스에서 적을 기다리고 있었다. 지스코비츠는 2일 내에 도착해야 했음에도 불구하고, 숲속에서 길을 헤매는 바람에 늦어지게 되었다. 이는 라우돈에게 꽤나 큰 문제였는데, 왜냐하면 라우돈이 지휘하는 부대는 4개의 보병대대와 1개의 용기병 연대, 1개의 후사르(hussars 경기병) 연대, 그리고 포병부대와 국경 수비대를 다 합쳐도 겨우 6,000명 정도밖에 되지 않았기 때문이다. 그럼에도 불구하고 올로모우츠가 가까운데다가 더 이상 기다릴 시간도 없었기 때문에 공격을 결심했다. 라우돈은 이때 한스 요아임 폰 치이텐(Hans Joachim von Zieten) 중장이 지휘하는 20,000명으로 구성된 프로이센의 대군이 모젤을 돕기 위해 수송부대에 접근하고 있다는 것을 알게 되었다.
수송부대는 7월 28일 아침에 도착하였다. 오스트리아군은 선두에 선 마차에 사격을 개시하였다. 프로이센 보병대대가 적의 전력을 파악하기 위해 앞으로 진군하였다. 그러나 이들은 오스트리아 포병대의 공격으로 퇴각하였다. 프로이센군은 자신들이 있는 도로 쪽에서 포병대를 구성하여 사격을 시작했다. 프로이센군은 경사진 곳에 위치한 오스트리아군에게 공격을 하려 수차례 시도하였으나 그때마다 격퇴당하였다. 전투는 5시간 동안 계속되었으나 결국 프로이센군이 전장을 장악하기 시작했고 라우돈은 휘하 병사들에게 모라브스키 베로운(Moravský Beroun)으로 퇴각하라고 명을 내렸다. 이 퇴각작전은 쉽게 진행되었는데, 모젤에게는 오스트리아군을 추격할 만한 충분한 기병 전력이 없었기 때문이다.
비록 라우돈은 프로이센군의 수송부대를 격멸시키지 못하고 퇴각했지만, 피해는 프로이센군보다 적었다. 하지만 무엇보다도 중요한 것은 라우돈이 프로이센군의 진격을 늦춰 오스트리아군에게 시간을 벌 수 있게 해주었다는 점이다. 오늘날 어떤 역사학자들은 만약 프로이센군이 일부 흩어진 마차들을 과감히 포기하고 올로모우츠로 달려갔으면 보급 작전은 성공했을 것이라고 지적한다. 그러나 모젤이 이끄는 수송부대가 공격당한 후 몇 시간 후에야 도착한 자이튼은 지스코비츠의 군대가 접근해온다는 것을 알지 못했다. 이 때문에 프로이센군은 흩어진 보급부대를 집결시키고 부서진 보급마차를 고치는 데 시간을 보냈다. 이들은 7월 30일 아침에야 이동을 시작했다.

### 돔마소프

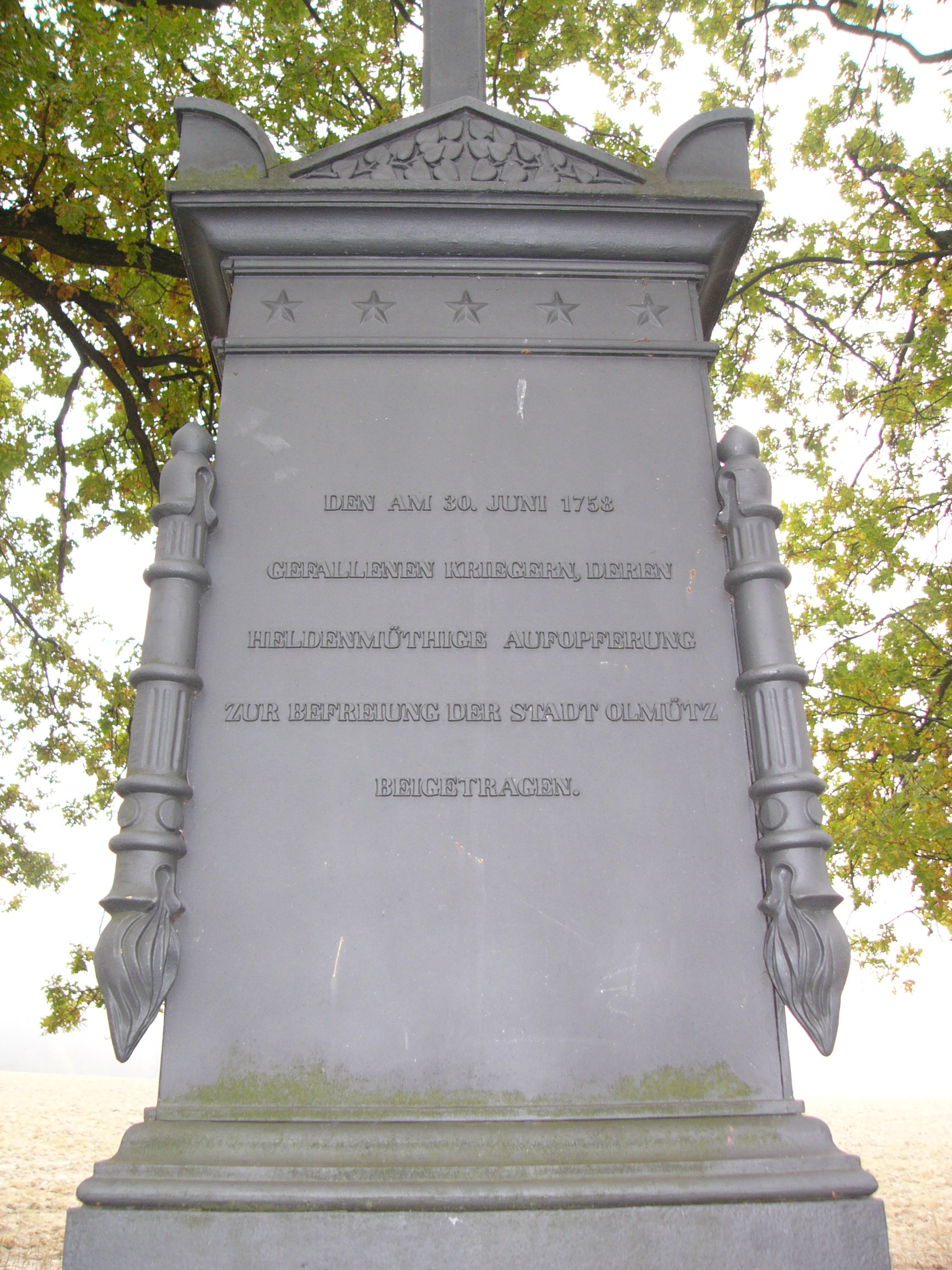
독일어로 기념비에 새겨진 내용:

오스트리아군은 다시 프로이센군의 보급부대를 공격하기 위해 준비를 서둘렀다. 오스트리아군은 기습을 가하기에 이상적인 돔마소프 나드 비스트리히와 노바 베스카(Nová Véska) 사이의 언덕과 숲으로 둘러싸인 한 지점을 전장으로 선택했다.
지스코비츠의 부대가 제일 먼저 도착하여 도로의 왼편에 있는 숲 속에 숨어 적들을 기다렸다. 라우돈은 후에 모라브스키 베로운에서 출발하여 전투의 중간쯤 난입하여 지스코비츠 부대와는 반대편에서 공격을 시작하여 프로이센군의 혼란을 가중시키기로 하였다.
4,850명의 병사와 250대의 마차로 구성된 프로이센 보급부대의 선발대가 도착하였으나 지스코비츠는 이들을 통과시켰다. 오스트리아 포병대는 수송부대의 본대가 지나갈 때 사격을 시작하였고, 이는 프로이센군에 엄청난 혼란을 불러 일으켰다. 지스코비츠의 보병부대는 3대 1이라는 수적 차이에도 불구하고 프로이센군을 상대로 성공적인 전투를 벌였다. 라우돈의 부대가 도로의 맞은편에서 나타났을 때 전투의 승패는 결정 났다. 7시간에 걸친 전투 끝에 프로이센 보급부대는 궤주하였다.

### 사상자
전투에 참여한 오스트리아군의 수는 대략 12,000명 이었음에도 불구하고 군트라모비스와 돔마소프에서의 전투에서 입은 피해를 합쳐도 12,000명 중 겨우 600명밖에 잃지 않았다. 비록 각각의 사료가 다른 숫자를 제시하고 있지만, 오스트리아군의 피해보다는 훨씬 컸다. 오스트리아군은 2,000명을 전사시키거나 부상시켰고, 1,450명을 포로(푸트카메르(Puttkamer) 장군과 40명의 다른 장교들을 포함)로 잡았다고 주장한 반면 프로이센군은 부상자, 전사자, 포로로 잡힌 이들을 모두 합쳐 2,701명밖에 잃지 않았다고 주장하였다. 그러나 전투 후에 프로이센군이 완전히 궤주해 버렸기 때문에 피해를 정확하게 집계하는 것은 어렵다고 일반적으로 인식되고 있다.
승리한 오스트리아군은 2,200필의 말(馬)과 많은 수의 소, 그리고 운송하던 무기들의 대부분을 획득하였다. 비록 전투 중에 수많은 마차가 부서졌지만 오스트리아군은 너무 많은 물자를 노획하고, 그들이 들고 갈 수 없는 것들은 모조리 불태워 버렸다고 한다. 일부 탄약 운송마차들은 승리를 기념하기 위한 일환으로 폭파되었다. 프로이센군이 입은 손실 중 중요한 것은 2백만 프로이센 탈러(thalers 다른 자료에 따르면 1백만 이라고도 한다.)에 달하는 돈이다. 그러나 오스트리아 사령관들은 이 중 반을 병사들에게 나눠주고 나머지를 국고에 귀속시켰다고 한다.
오직 전위의 250대의 마차들만이 오스트리아군의 공격에서 벗어날 수 있었다. 그러나 이들 중 일부도 올로모우츠에서 몇 킬로미터 떨어지지 않은 스바티 코페세크(Svatý Kopeček)에서 오스트리아 휘하의 크로아티아군에 의해 탈취당했고, 결국 프로이센군의 본진에 도착할 수 있었던 마차는 100 - 200대 정도밖에 되지 않았다고 한다.

## 결과
이 전투에 중요성은 때때로 과소평가되곤 한다. 인명피해는 이 전투가 벌어진 시대의 유명한 전투들에 비하여 높은 편은 아니기 때문이다. 그러나 이 전투에 가장 중요한 점은 프로이센군이 보급물자를 잃었다는 점이고, 이는 올로모우츠 공략에 대한 프리드리히 대왕의 생각에 중대한 영향을 끼쳤기 때문이다. 패배의 충격은 프로이센 진영을 강타했고, 이때 다운 원수가 올로모우츠 구원을 결심하고 군대를 출진시키자 프로이센군은 공성전을 포기하고(탄약의 부족으로 인해 프로이센군은 더 이상 전투를 진행시킬 능력이 없었다.) 보헤미아로 퇴각했다. 군트라모비스와 돔마소프의 전투는 모라비아를 둘러싼 전투의 전환점이었다.
검은 십자가(Black Cross)라 불리는 기념비가 전투 100주년을 맞아하여 1858년에 돔마소프의 북동쪽에 세워졌다. 또 군트라모비스의 남동쪽에 전투에서 사망한 병사들을 기리는 기념비가 존재한다.

## 참고 문헌
체코어로 된 책:
- Romaňák, Andrej et al. (1998).Olomouc - Domašov 1758. Praha: Paseka. ISBN 80-7185-172-8
- Kuch-Breburda, Miloslav & Kupka, Vladimír (2003). Pevnost Olomouc (Fortress Olomouc). Dvůr Králové nad Labem: FORTprint. ISBN 80-86011-21-6
- Válka, Zbyněk (2001). 1758 - Olomouc a Prusové: hrdá pevnost Marie Terezie (Olomouc and the Prussians: Maria Theresa's Proud Fortress). Olomouc: Votobia. ISBN 80-7198-477-9